# Kainon
Kainon fou una fortalesa del Pont a poca distància de Cabira o Cabeira. A la cimera una font produïa molta aigua. Era gairebé impossible de conquerir i estava rodejada de muralles, destruïdes en part pels romans al segle i aC. La rodalia era tan accidentada que no servia per acampar. Mitridates VI Eupator hi va amagar els seus tresors. Aquesta comarca juntament amb Megalopolitis i Zelitis fou possessió de Pitodoris, amb residència Cabeira, que Gneu Pompeu va anomenar Diòspolis i Pitodoris va rebatejar com a Sebaste.